# Estadio Internacional de Yakarta
El Estadio Internacional de Yakarta (en Indonesio: Stadion Internasional Jakarta) es un estadio de fútbol ubicado en la ciudad de Yakarta, Indonesia. Posee una capacidad para 82 000 espectadores, lo que lo convierte en el estadio más grande de Indonesia. Es la casa del Persija Jakarta club de la Liga de Indonesia y de determinados juegos de la Selección de fútbol de Indonesia.
La construcción del estadio se retrasó debido a disputas de tierra y demandas colectivas de ex ocupantes ilegales cuyas casas fueron demolidas para dar paso al estadio. La construcción comenzó a fines de 2019 y se completó en abril de 2022. La Inauguración oficial se pospuso varias veces hasta que finalmente fue abierto el 24 de julio de 2022.
El complejo del estadio está construido en 22 hectáreas de terreno y el estadio en sí está construido en 375,7 m² (4044 pies cuadrados). El estadio cuenta con techo retráctil y es el de mayor capacidad en Asia con esta tecnología y el segundo más grande del mundo, justo por detrás del AT&T Stadium en Arlington, Texas.

## Historia

### Pre-construcción y planificación
A fines de la década de 2000 y principios de la de 2010, surgieron planes para construir un nuevo estadio local para el Persija Jakarta en 26,5 hectáreas de terreno en Tanjung Priok, en el norte de la ciudad de Yakarta, estaba programado el inicio de la construcción en 2013 y terminado en 2015. El estadio tenía una capacidad planificada de 50,000 asientos.
Para 2014, la construcción del estadio no había comenzado ya que los antiguos ocupantes ilegales y el gobierno de la ciudad aún se disputaban la propiedad del terreno. Se habían discutido nuevos planes para construir el estadio con un diseño completamente nuevo con capacidad para 80 000 espectadores para los Juegos Asiáticos de 2018, pero luego los planes se cancelaron y el gobierno optó por renovar el Estadio Gelora Bung Karno a finales de 2016 para dichos juegos.
Después de múltiples series de planificación y construcción fallidas, la disputa por la tierra terminó y estaba lista para ser despejada para la construcción en 2017. Dos años después de que se despejó el terreno, se publicó un plan oficial para un estadio con capacidad para 82.000 personas con techo retráctil y sin pista de atletismo, a diferencia de los diseños de proyectos anteriores a lo largo de los años. El proyecto de nuevo diseño recibió el nombre de 'Estadio Internacional de Yakarta' y comenzó el 14 de marzo de 2019 con el gobernador de Yakarta, Anies Baswedan, dando inicio a la construcción.

### Construcción

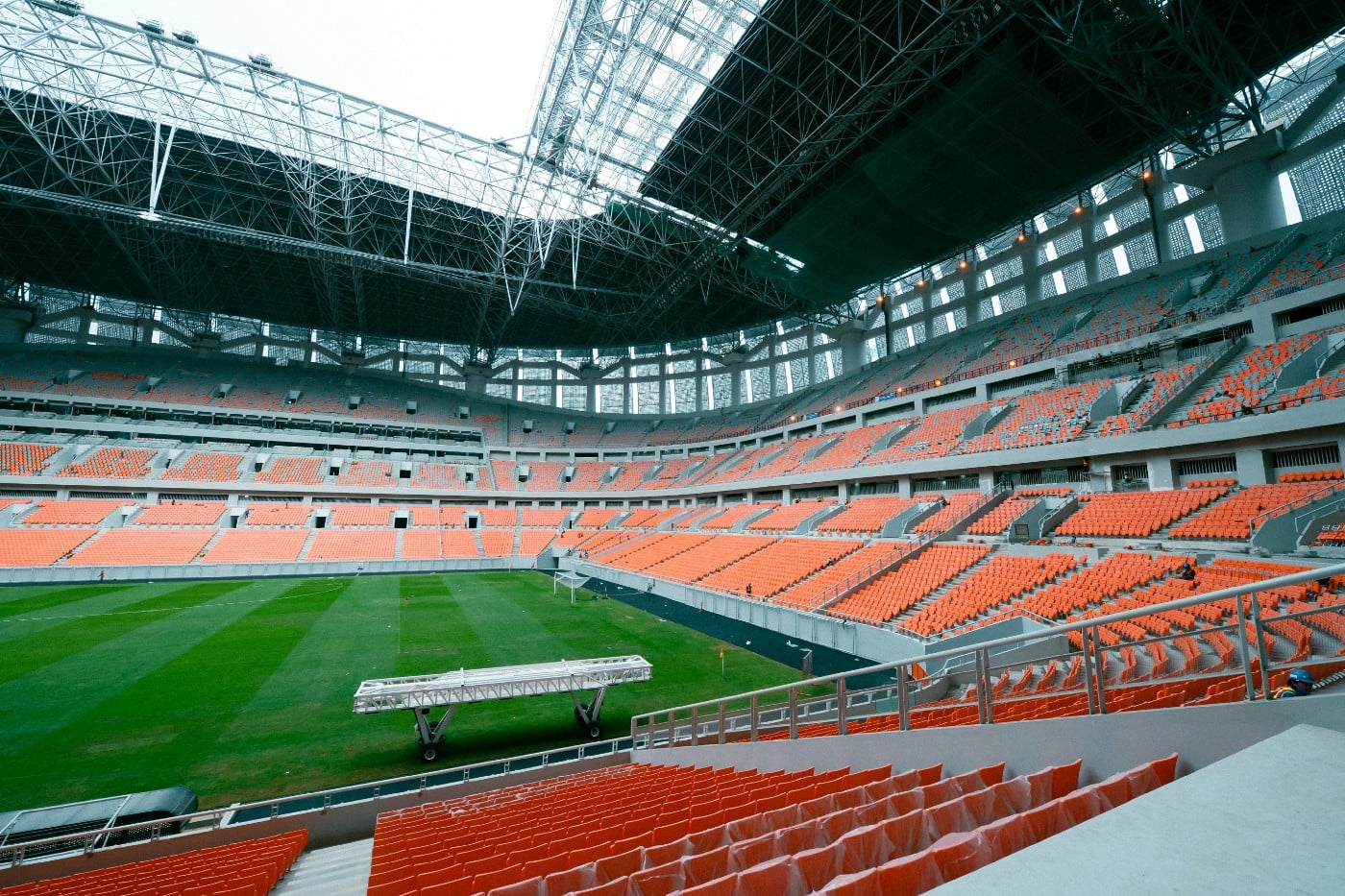

La construcción del estadio comenzó en septiembre de 2019 y no se detuvo debido a la pandemia de COVID-19, aunque se implementaron precauciones de seguridad y controles médicos para los trabajadores. Debido a la pandemia, el progreso de la construcción se desaceleró debido a la disminución de trabajadores de la construcción y la demora en el envío y transporte de los materiales de construcción para el proyecto. Este problema retraso la fecha estimada de apertura de octubre de 2021 a abril de 2022.
El 4 de junio de 2021 comenzó el levantamiento de la armadura de acero del techo. El levantamiento en tres fases se completó el 17 de junio de 2021, poco menos de 2 semanas después de su inicio. La armadura principal tiene una masa total de 3.900 toneladas y una longitud de 70 metros (230 pies). El gobernador de Yakarta, Anies Baswedan, afirmó que el levantamiento fue el más grande y pesado jamás realizado en el techo de un estadio en el mundo, y obtuvo un récord MURI por el levantamiento más pesado de la estructura del techo del estadio el 28 de julio de 2021. El estadio también obtuvo otros dos récords para el primer estadio con techo retráctil en Indonesia y el primer estadio en ser un edificio verde en Indonesia certificado con la herramienta de calificación GREENSHIP del Green Building Council Indonesia (GBC Indonesia).

### Apertura

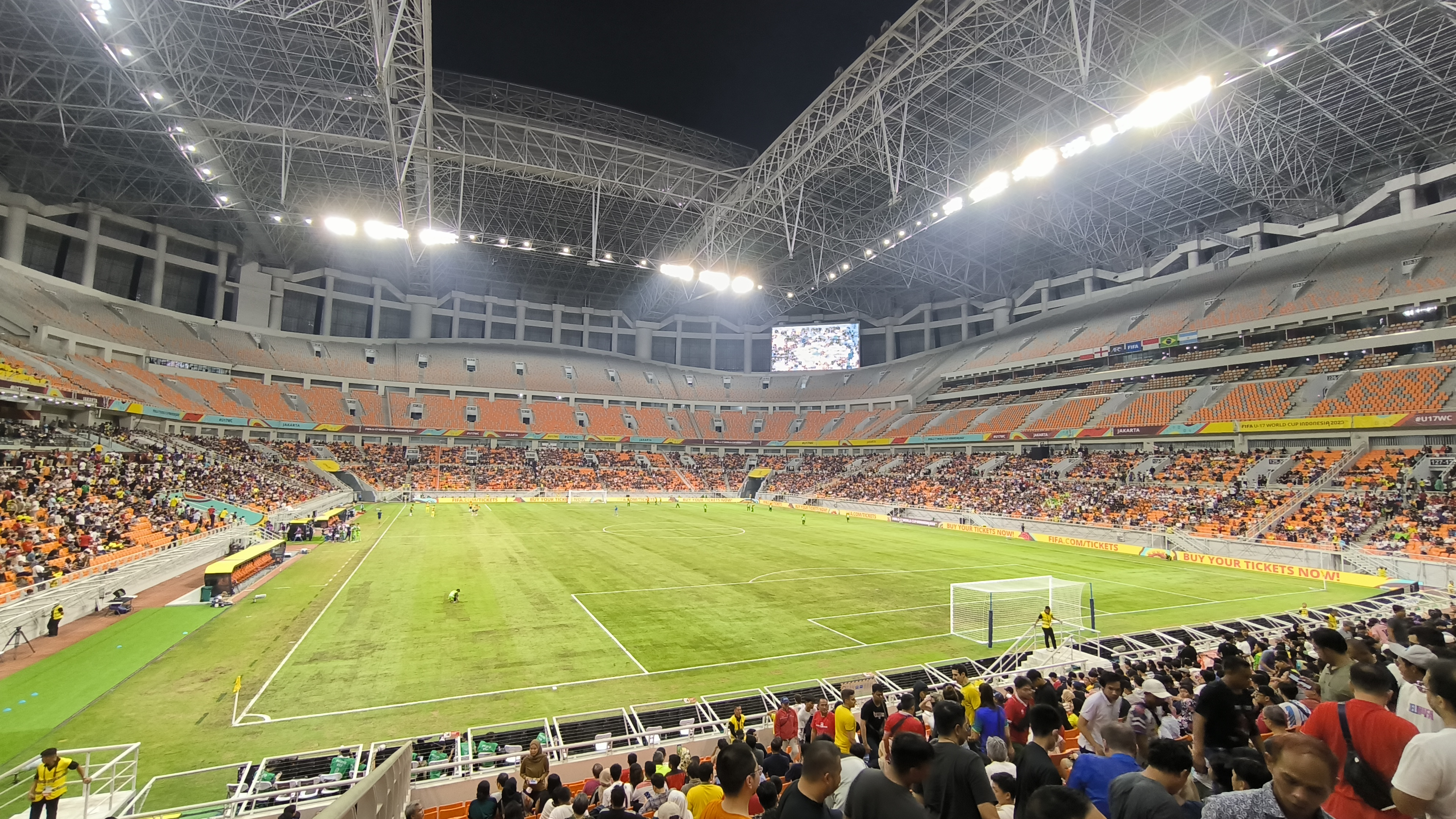

El estadio tuvo su apertura el 13 de abril de 2022, coincidiendo con la primera jornada del Campeonato Internacional Juvenil 2021, una copa amistosa en la que participaron los equipos juveniles de Indonesia, FC Barcelona, Bali United y Atlético Madrid. Se llevó a cabo del 13 al 19 de abril de 2022. PABLO POZOS, delantero del FC Atlético de Madrid Sub-18, probablemente nunca pensó que haría historia al ser el primer futbolista en marcar un gol en el Estadio Internacional de Yakarta (JIS), el miércoles 13 de abril de 2022. El jugador junior que en ese momento se estaba abriendo camino en el escenario del mundialmente famoso Estadio Vicente Calderón, jugó muy bien sobre el césped JIS contra sus rivales Bali United. Demostró su talento como posible once inicial para el gran equipo del Atlético de Madrid. Pablo Pozos anotó maravillosamente de cabeza contra el Bali United, para darle a su equipo la ventaja a los dos minutos de juego. Y ese fue un gol histórico para Pablo y, por supuesto, también para JIS, después de que este joven delantero pusiera su nombre por primera vez en el marcador del Estadio Internacional de Yakarta.
El 19 de abril, el Barcelona Sub-18 ganó la competición tras ganar 1-0 al Atlético de Madrid Sub-18. El 24 de julio de 2022 se inauguró finalmente el estadio, cuyo acto principal fue un partido amistoso de pretemporada entre el Persija Jakarta y el Chonburi F.C. https://herald.id/2023/07/05/pablo-pozos-pencepat-gol-pertama-di-jis/

### Instalaciones
El Estadio Internacional de Yakarta está construido según los estándares de la FIFA para adaptarse a diversos usos, como conciertos de música y eventos artísticos, además de fútbol y otros eventos deportivos. El estadio se desarrolla como un área multifuncional. Además de un estadio de fútbol, también habrá dos campos de entrenamiento al aire libre. La amplia rampa peatonal conectará el complejo del estadio con el cercano BMW Park. Está previsto desarrollar un parque de agroturismo que conecte el complejo del estadio con el embalse vecino de Cincin y el bosque urbano. 
El estadio tiene gradas de tres niveles con una capacidad total de 82.000 espectadores. La altura total del estadio es de 73 metros (240 pies), lo que lo convierte en uno de los estadios más altos del mundo. La fachada del estadio presenta un patrón estilo rayas de tigre diseñado según el color y la mascota de Persija, mientras que la forma del estadio en sí está inspirada en la vestimenta tradicional Betawi .
El campo de juego del estadio tiene un tamaño reglamentario de la FIFA de 105 m × 68 m (344 pies × 223 pies) y utiliza una superficie de césped híbrido. El césped híbrido es una combinación de césped zoysia matrella y césped artificial LIMONTA MIXTO importado de Italia y también se utiliza en los campos de entrenamiento al aire libre. Es el primer estadio de fútbol de Indonesia en tener una superficie semiartificial. Tanto los campos de entrenamiento como el campo principal están construidos por PT. Delta Prima Pro como representante de LIMONTA en Indonesia. Como un enfoque poco ortodoxo para el mantenimiento del campo, las aves zancudas de varios colores se dejan salir todos los días para comer plagas, por lo tanto, mantienen efectivamente la fertilidad de la hierba sin la necesidad de usar pesticidas dañinos.
El techo retráctil está hecho de membrana ETFE y tiene 100 metros (330 pies) de largo. También será el primer estadio de fútbol en tener un techo retráctil en Indonesia y el segundo estadio de fútbol en el sudeste asiático en tener un techo retráctil después del Estadio Nacional de Singapur.